# Limnephilus alconura
Limnephilus alconura là một loài Trichoptera trong họ Limnephilidae. Chúng phân bố ở miền Tân bắc.